# Тольк
Тольк (нем. Tolk) — община в Германии, в земле Шлезвиг-Гольштейн. 
Входит в состав района Шлезвиг-Фленсбург. Подчиняется управлению Зюдангельн.  Население составляет 1042 человека (на 31 декабря 2010 года). Занимает площадь 10,5 км².